# Stazione di Salins-d'Hyères
La stazione di Salins-d'Hyères (In francese Gare des Salins-d'Hyères) è stata una stazione ferroviaria posta sulla linea La Pauline-Hyères - Salins-d'Hyères, era a servizio di Salins-d'Hyères, situata nel dipartimento del Varo, regione Provenza-Alpi-Costa Azzurra.

## Storia
La stazione venne inaugurata nel 10 luglio 1876. Nel 24 maggio 1940 il servizio passeggeri fu sospeso, continuò con il servizio merci fino alla chiusura avvenuta il 1º dicembre 1987 insieme alla tratta Hyères - Salins-d'Hyères.